# Pénzes-Csontos-barlang
A Pénzes-Csontos-barlang a Duna–Ipoly Nemzeti Park területén lévő Pilis hegységben, az Oszolyon található egyik barlang. Két barlang, a Pénzes-barlang és a Csontos-barlang összekötésével jött létre. A két barlang turista útikalauzokban is be van mutatva.

## Leírás
A Pénzes-barlangnak az Oszolyon található Óra-sziklától É-ra lévő második nagy sziklacsoport aljában van a bejárata. A járatrendszer felső triász dachsteini mészkőben valószínűleg freatikus körülmények között jött létre, amire utalnak az üstös oldásformák. A barlang vázlatos leírásán és egy részének térképén kívül csak klímamérési adatok állnak rendelkezésre. A dokumentációt minél előbb pótolni kell.
A Csontos-barlang a Pénzes-barlangtól 3 m-re, 2 m-rel lentebb nyílik. Felső triász dachsteini mészkőben keletkezett a 6 m hosszú barlang. Recens csontmaradványok voltak a kitöltésében. A barlang vázlatos leírásán és térképén kívül csak klímaadatok állnak rendelkezésre. A Pénzes-barlang és a Csontos-barlang átjárhatóan összefüggnek, egy rendszert alkotnak.
Előfordul a barlang az irodalmában Csontos-barlang (Dely, Mezei 1974), Csontos barlang (Kordos 1970), O.IV (Kordos 1970), Órafaltól É-ra lévő E 1.sz. barlang (Kordos 1970), Pénzes-barlang (Dely, Mezei 1974) és Pénzes barlang (Kordos 1970) neveken is. Csontos-barlang volt a neve a szintén csobánkai Csúcs-hegyi Cserepes-barlangnak is.

## Kutatástörténet
Az 1967-ben napvilágot látott, Pilis útikalauz című könyvben az jelent meg, hogy az Oszoly Csobánkára néző, Ny-i oldalán, az erdővel körülvett mészkősziklák között több jelentéktelen üreg található. Az 1969. évi Karszt- és Barlangkutatási Tájékoztatóban publikált közlemény szerint 1969 augusztusában a Szpeleológia Barlangkutató Csoport a Kevélyekben szervezett tábor során fix pontokat helyezett el az Oszoly és az Oszoly-oldal 8 kisebb-nagyobb üregében. 1969-ben Kordos László és Wehovszky Erzsébet felmérte a Pénzes-barlangot fix pontokkal és bányászkompasszal. A felmérés alapján Kordos László alaprajz térképet és kifejtett hossz-szelvény térképet rajzolt, amelyek 1:100 méretarányban készültek. A felmérés szerint a barlang 16 m hosszú és 4 m mély.
1969-ben Wehovszky Erzsébet és Nagy László mérte fel a Csontos-barlangot vesztett pontokkal és bányászkompasszal. A felmérés alapján Wehovszky Erzsébet szerkesztett, Kordos László rajzolt alaprajz térképet két keresztmetszettel és kifejtett hossz-szelvény térképet, amelyek 1:100 méretarányban készültek. A felmérés szerint a barlang 6,5 m hosszú és 3 m mély. 1970. február 22-én, 1970. március 22-én és 1970. április 26-án Kordos László és Welker Péter vizsgálták a Pénzes-barlang klímáját Assmann-féle aspirációs pszichrométerrel. 1970. március 22-én és 1970. április 26-án Kordos László vizsgálta a Csontos-barlang klímáját Assmann-féle aspirációs pszichrométerrel. 1970. március 22-én Kordos László elemezte a Pénzes-barlang vizét.
A Szpeleológia Barlangkutató Csoport 1970. évi jelentésében az van írva, hogy a Pénzes barlang (O.IV, Órafaltól É-ra lévő E 1.sz. barlang) az Oszoly Óra-falától É-ra (Margitliget felé) lévő második nagy sziklacsoportban nyílik. Két bejárata van a barlangnak. Az 1. számú bejárat sűrű bokrok között helyezkedik el, belőle szűk hasadékok indulnak három irányba. Ezek közül az egyik gömbfülkébe vezet, majd a felszínre, mint a 2. számú bejárat, amely kb. 2 m-re van az 1. számú bejárat alatt. A barlang felső triász, fehér, tömött dachsteini mészkőben jött létre. Az 1. számú bejáratnál kőtörmelékes, a 2. számú bejáratnál humuszos kitöltés található. Valószínűleg hévizes eredetű. Hóolvadáskor erős csepegés észlelhető, máskor csak gyöngyöző víz van benne. Felszerelés nem kell a barlang bejárásához. 1969-ben Szenthe István említette meg a barlangot, majd 1969-ben a Szpeleológia Barlangkutató Csoport vizsgálta és mérte fel.
A Csontos barlang a Pénzes-barlangtól É-ra kb. 3 m-re nyílik. Egyetlen lefelé tartó, csőszerű, szűkülő járatból áll. A barlang felső triász, fehér, tömött, vastagpados dachsteini mészkőben alakult ki. Alját humusz tölti ki, sok recens csont van benne. Valószínűleg hévizes eredetű. Teljesen száraz a barlang. A barlang bejárásához ajánlott munkaruhát viselni és lámpát használni. 1969–1970-ben a Szpeleológia Barlangkutató Csoport tagjai vizsgálták a barlangot. A jelentés mellékletébe bekerültek a két barlang 1969-ben készült térképei.

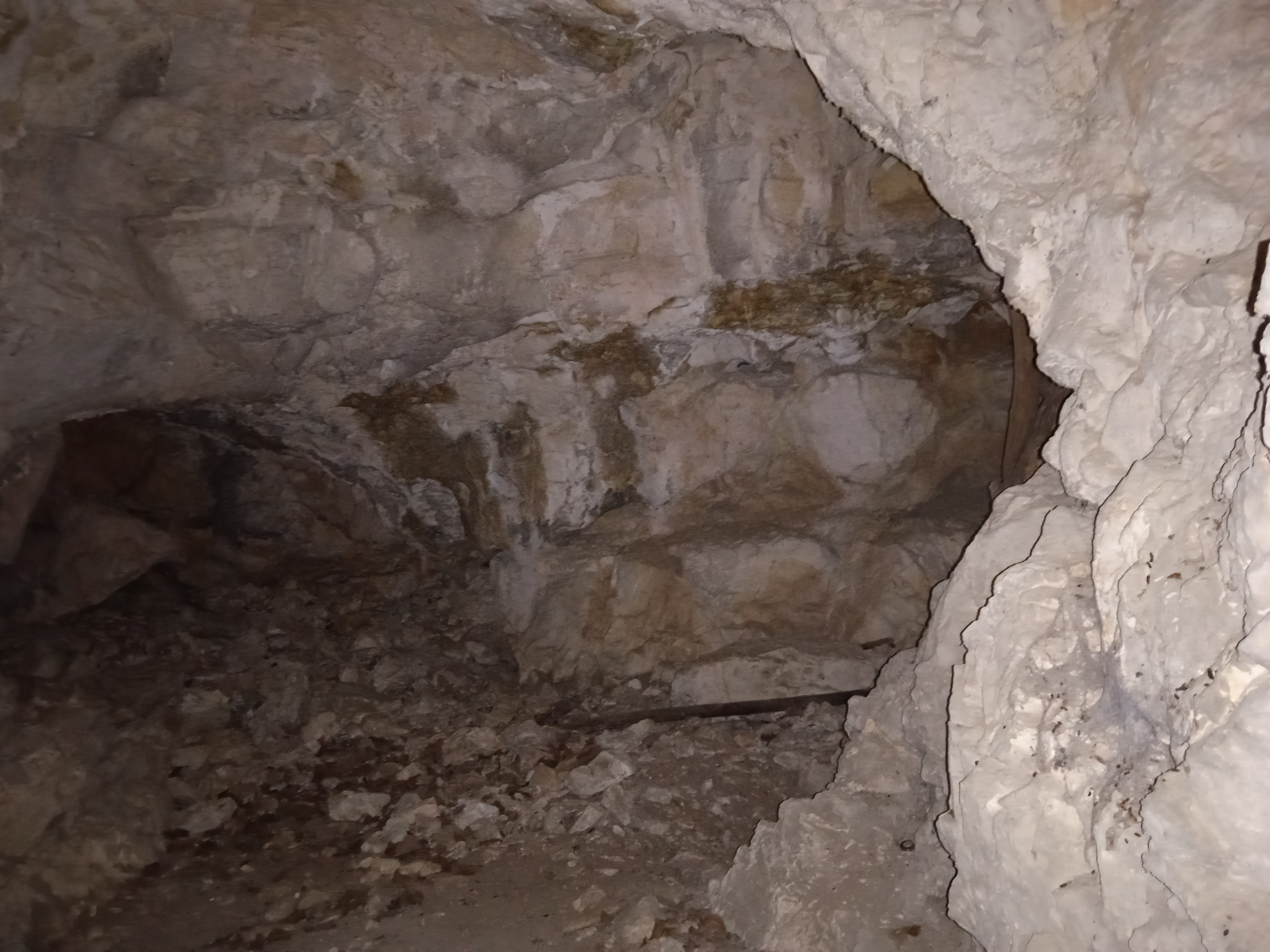
A Pénzes-Csontos-barlang belseje

Az 1974-ben napvilágot látott, Pilis útikalauz című könyvben, a Pilis hegység és a Visegrádi-hegység barlangjainak jegyzékében (19–20. old.) meg van említve, hogy a Pilis hegység és a Visegrádi-hegység barlangjai között vannak az Oszoly barlangjai és a Csontos-barlang. A Pilis hegység barlangjait leíró rész szerint a Csobánka felett emelkedő Oszoly sziklái között másféltucat kis barlang van. Ezeket a Szpeleológia Barlangkutató Csoport térképezte fel és kutatta át rendszeresen. E kis barlangok többsége nem nagyon látványos, de meg kell említeni őket, mert a turisták, különösen a sziklamászók által rendszeresen felkeresett Oszoly sziklafalaiban, valamint azok közelében némelyikük kitűnő bivakolási lehetőséget nyújt. Az Óra-faltól É-ra emelkedő második nagy sziklacsoportban, sűrű bokrok között nyílik a Pénzes-barlang két bejárata. Szűk hasadékokból és egy gömbfülkéből áll a barlang. A dachsteini mészkőben keletkezett és 16 m hosszú üreg minden bizonnyal hévizes eredetű. A Pénzes-barlangtól É-ra 3 m-re helyezkedik el a Csontos-barlang 6,5 m hosszú, csőszerű, lefelé hajló ürege. A Csontos-barlangtól kb. 10 m-rel lejjebb nyílik a Denevéres-barlang bejárata.
Az 1975-ben publikált, Csont és csigamaradványok a Pilis és az Alsóhegy néhány barlangjából című tanulmány szerint a pár méter hosszú, szűk, csőszerű Csontos-barlang (Oszoly) kitöltésének felső, humuszos rétegéből a Szpeleológia Barlangkutató Csoport csontokat gyűjtött. Később az itteni maradványok miatt kapta nevét a barlang: Csontos-barlang. Csigák: Abida frumentum, Laciniaria biplicata és Limax cf. maximus. Gerincesek: Bufo bufo (varangy), Ophidia (kígyó), Talpa europaea (vakond), Soricidae (cickányféle), Apodemus (egér), Arvicolidae (pocokféle), Lepus europaeus (mezei nyúl), Vulpes vulpes (róka), Meles meles (borz), Felis silvestris (vadmacska) és Capreolus capreolus (őz).

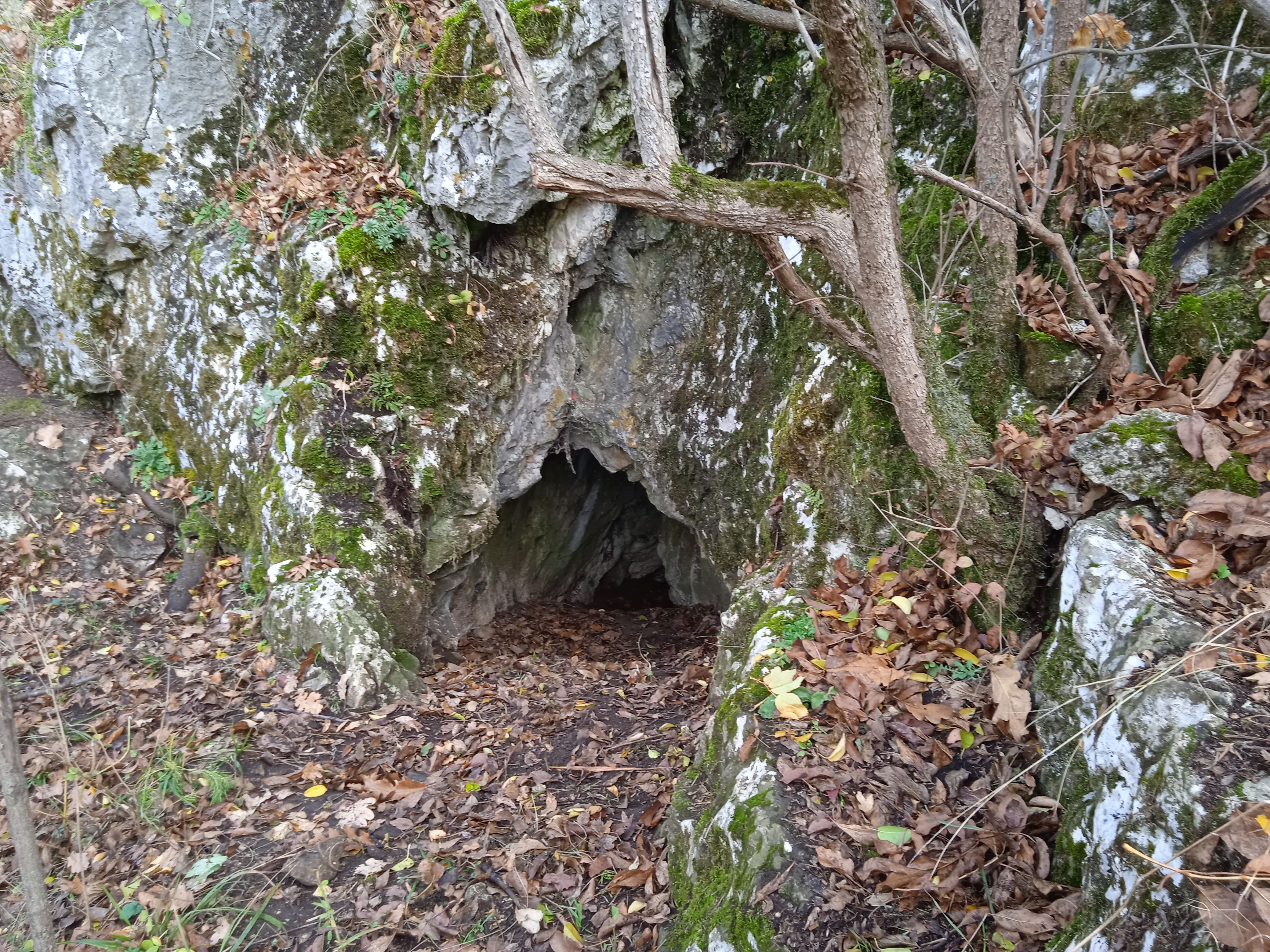
A Pénzes-Csontos-barlang egyik bejárata

Kordos László másik, 1975-ben kiadott dolgozatában az lett közölve, hogy a Pénzes-barlang (Az Órafaltól É-ra lévő 1.sz. barlang, Szenthe I. 1969) az Oszoly Óra-falától É-ra (Margitliget felé) elhelyezkedő második nagy sziklacsoport aljában nyílik. Két bejáratú, egy gömbfülkéből álló üreg. Dachsteini mészkőben jött létre. Kőtörmelék és humuszos kitöltése van. A klímamérések eredménye az 1. számú táblázatban, a vízelemzések eredménye a 2. számú táblázatban látható. Kordos László mérte fel 1969-ben állandó pontokkal. 16 m hosszú és 4 m mély. 1969-ben Szenthe István említette.
A Csontos-barlangnak a Pénzes-barlangtól É-ra 3 m-re van a bejárata. Egyetlen lefelé tartó, csőszerű, szűkülő járatból áll. Dachsteini mészkőben jött létre. Alját humusz tölti ki, amelyben sok holocén csont van. A klímamérések eredménye az 1. számú táblázatban látható. Wehovszky Erzsébet mérte fel 1969-ben vesztett pontokkal. A barlang 6,9 m hosszú és 3 m mély. A Denevéres-barlang a Csontos-barlangtól kb. 10 m-rel lejjebb nyílik. A kiadványban van egy helyszínrajz, amelyen a Csúcs-hegy és az Oszoly barlangjainak földrajzi elhelyezkedése látható. A rajzon megfigyelhető a Pénzes-barlang és a Csontos-barlang földrajzi elhelyezkedése. Az összeállításba bekerültek a két barlang 1969-ben készült térképei.
A Bertalan Károly által írt és 1976-ban befejezett kéziratban az olvasható, hogy a Pilis hegységben, a Kevély-csoportban, Pomázon helyezkedik el a Csontos-barlang. A Pénzes-barlangtól É-ra kb. 3 m-re nyílik. A barlang 6,5 m hosszú és 3 m mély. Valószínűleg hévizes keletkezésű. Egyetlen szűkülő, lefelé tartó, csőszerű járatból áll. A kézirat barlangra vonatkozó része 2 irodalmi mű alapján lett írva. A Pilis hegységben, a Kevély-csoportban, Pomázon helyezkedik el a Pénzes barlang. Az Óra-faltól É-ra (Margitliget felé) lévő második nagy sziklacsoportban található. Két bejárata van, amelyek egymástól 2 m-re nyílnak. Az egyik sűrű bokrok között, a másik sziklafalban van. A barlang 16 m hosszú és 4 m mély. Valószínűleg hévizes keletkezésű, három ágú hasadék egy gömbfülkével. A kézirat barlangra vonatkozó része 2 irodalmi mű alapján lett írva.

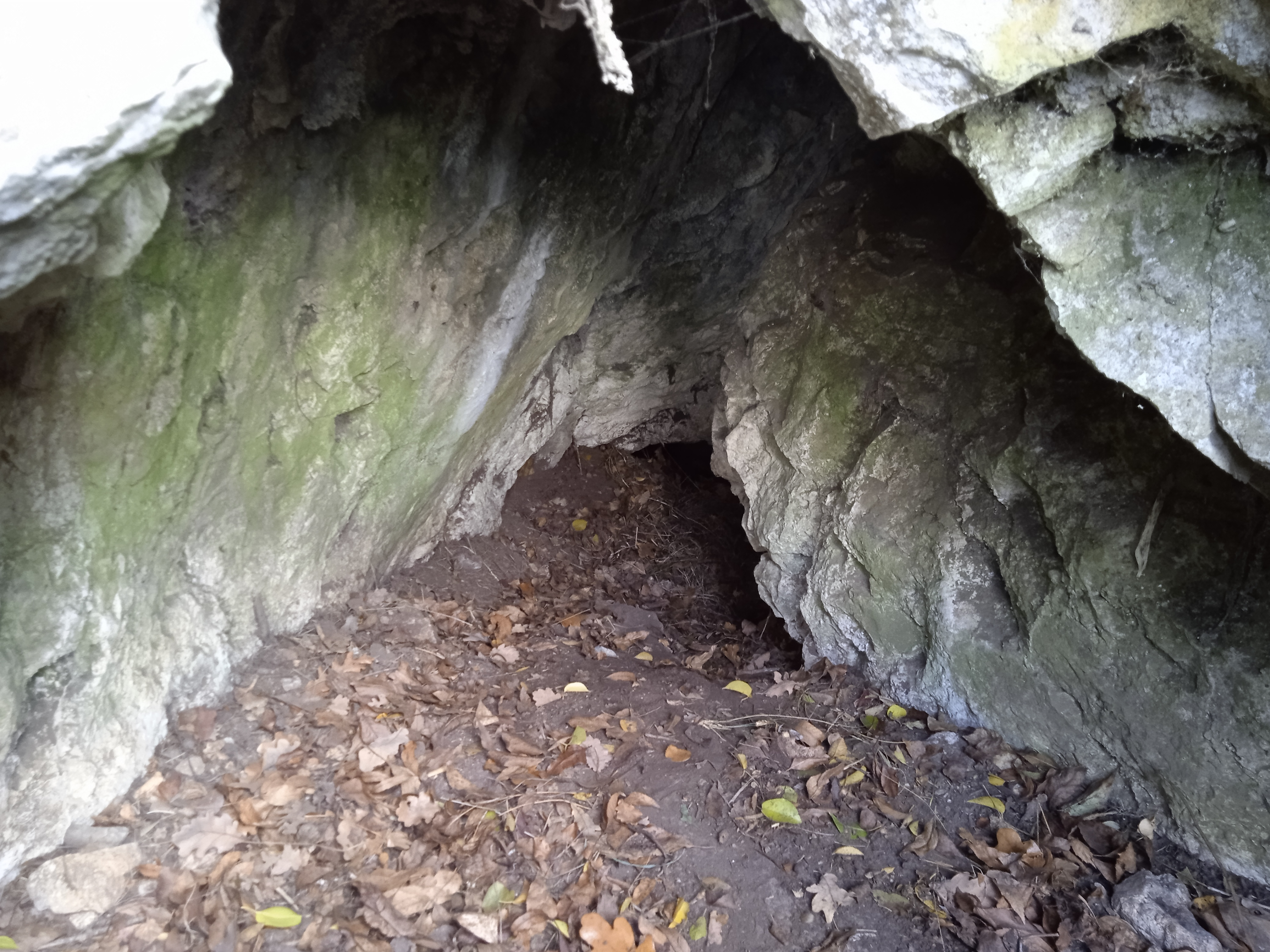
A Pénzes-Csontos-barlang belseje

Az 1975–1980. évi Karszt- és Barlangkutatásban publikált tanulmányban van egy térképvázlat, amelyen a Kevély-csoport vízkémiai szempontból vizsgált barlangjainak földrajzi elhelyezkedése látható. Az ábrán megfigyelhető a Pénzes-barlang földrajzi elhelyezkedése. A tanulmány szerint az Oszoly É-i letörésének sziklás oldalán nyíló, két bejáratú, 16 m hosszú barlang. Valószínűleg roncsbarlang eredetét tekintve. A Pénzes-barlangtól néhány m-re nyílik a szintén dachsteini mészkőben kialakult Denevéres-barlang. Az ebből a két barlangból származó minták 1970. március 3-án, hóolvadás után lettek gyűjtve a mennyezet csepegőhelyeiről. Mintavételkor a Pénzes-barlangban 5,4 °C léghőmérséklet lett mérve. Az évkönyvben szerepelnek a vízkémiai elemzési adatai. A Denevéres-barlang és a Pénzes-barlang csepegő vizeinek összetétele gyakorlatilag azonos. A magnézium-ion tartalom mennyiségében van eltérés, mert a Denevéres-barlang csepegő vizeiben nem sikerült kimutatni ezt az összetevőt.
Az 1981. évi Karszt és Barlang 1–2. félévi számában nyilvánosságra lett hozva, hogy a Csontos-barlangnak 4820/24., a Pénzes-barlangnak 4820/23. a barlangkataszteri száma. Az 1984-ben napvilágot látott, Magyarország barlangjai című könyv országos barlanglistájában szerepel a Pilis hegység barlangjai között a két barlang Pénzes-barlang és Csontos-barlang néven. A listához kapcsolódóan látható a Dunazug-hegység barlangjainak földrajzi elhelyezkedését bemutató 1:500 000-es méretarányú térképen a két barlang földrajzi elhelyezkedése. Az 1990. évi Karszt és Barlangban az van írva, hogy az Acheron Barlangkutató Szakosztály a csobánkai Pénzes-barlangban 30 m-es új járatszakaszt tárt fel. A Kárpát József által írt 1991-es összeállításban meg van említve, hogy a Csontos-barlang (Csobánka) 7 m hosszú és 3 m mély. A Pénzes-barlang (Csobánka) 45 m hosszú és 8 m mély.

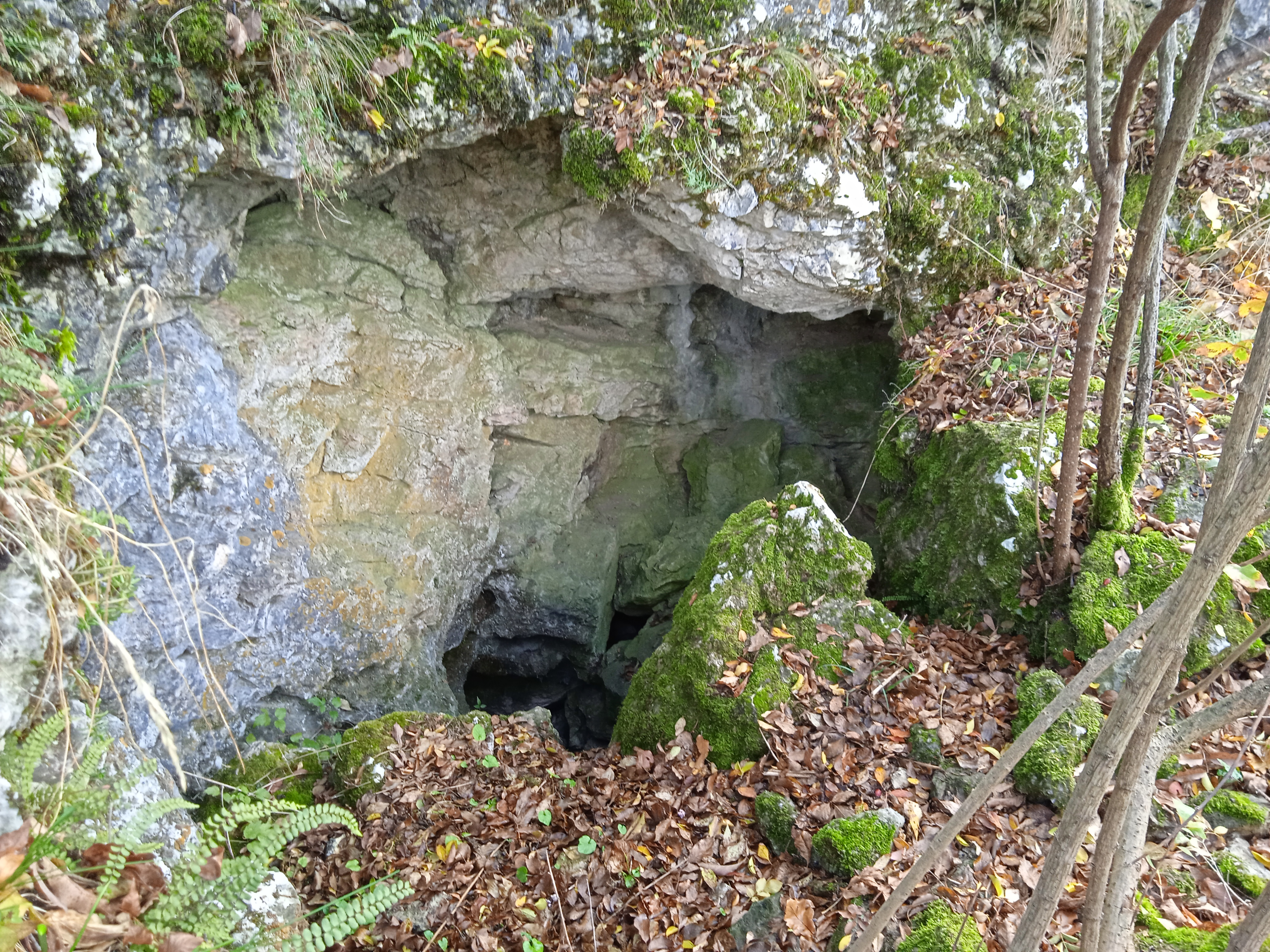
A Pénzes-Csontos-barlang egyik bejárata

Az 1991-ben megjelent útikalauzban meg van ismételve az 1974-es útikalauzban lévő két barlangismertetés és az Oszoly barlangjainak általános ismertetése. Az 1996. évi barlangnapi túrakalauzban szó van arról, hogy az Óra-faltól É-ra emelkedő második nagy sziklacsoportban, sűrű bokrok között nyílik a 16 m hosszú Pénzes-barlang két bejárata. A szűk hasadékból és egy gömbfülkéből álló, dachsteini mészkőben keletkezett üreg valószínűleg hévizes eredetű. A Pénzes-barlangtól É-ra néhány méterre helyezkedik el a 6,5 m hosszú Csontos-barlang csőszerű ürege. 10 m-rel arrébb nyílik a Denevéres-barlang és a Rózsalugas-átjáró. A kiadványban meg van ismételve az 1991-ben kiadott útikalauzban található leírás, amely az Oszoly barlangjait általánosan ismerteti.
1997. május 23-án (Kárpát József 1990-ben készült oszolyi áttekintő térképének felhasználásával) Kraus Sándor rajzolt helyszínrajzot, amelyen az oszolyi sziklabordák üregeinek földrajzi elhelyezkedése van ábrázolva. A rajzon megfigyelhető a Pénzes és Csontos névvel jelölt barlangok földrajzi helyzete. Kraus Sándor 1997. évi beszámolójában az olvasható, hogy 1997 előtt is ismert volt a Csontos-barlang, amelynek volt már térképe 1997 előtt. Nem különálló barlang. 1997 előtt is ismert volt a Pénzes-barlang, amelynek volt már térképe 1997 előtt. Jelentős barlang. A jelentésbe bekerült az 1997-es helyszínrajz. A 2005-ben megjelent, Magyar hegyisport és turista enciklopédia című könyvben meg van említve, hogy az Oszoly erdejében elszórtan sziklatömbök és kis barlangnyílások váltogatják egymást.

## További irodalom
- Szenthe István: Karsztjelenségek és képződményeik fejlődéstörténete a Nagy-Kevély környékén. Egyetemi szakdolgozat. Kézirat. Budapest, 1969.